# 옙 R0
옙 R0(Yepp R0, YP-R0) 혹은 삼성 R0(Samsung R0)는 삼성전자에서 2009년 11월 18일에 출시한 포터블 미디어 플레이어이다.
외장메모리는 공식적으로는 32G까지 지원한다고 되어있으나 FAT32 포맷 기준 64G도 지원한다

## 같이 보기
- 삼성 옙
- 삼성 갤럭시 플레이어
- 삼성전자